# 리브니차나포호류

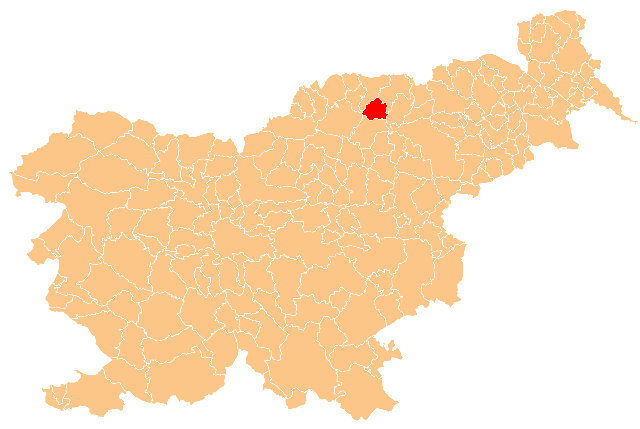
리브니차나포호류의 위치

리브니차나포호류(슬로베니아어: Ribnica na Pohorju, 독일어: Reifing am Bachern 라이핑암바헤른[*])는 슬로베니아의 도시로 면적은 59.3km2, 높이는 715m, 인구는 1,254명(2002년 기준), 인구 밀도는 21.1명/km2이다.